# Arnaldo Montel
Arnaldo José de Nazareth Montel, mais conhecido como Arnaldo Montel (Rio de Janeiro, 11 de março de 1930 - 9 de setembro de 2008), foi um ator brasileiro. Atuou em novelas como Dona Xepa e filmes, como Boca de Ouro. Foi internado devido a uma hemorragia interna e morreu de parada cardíaca.
Era casado com Nilce Helena Montel, e tinha um filho Arnaldo Paulo Montel